# شوشقالی (آق‌مولا)
شوشقالی (قزاقی: Шошқалы) یک دریاچه در استان آق‌مولای کشور قزاقستان است.